# Heliornis fulica
Il rallo tuffatore americano, svasso folaga americano, svasso del sole o svassorallo americano (Heliornis fulica (Boddaert, 1783)) è un uccello gruiforme della famiglia Heliornithidae. È l'unica specie nota del genere Heliornis Bonnaterre, 1791.

## Descrizione
È la specie più piccola della famiglia degli Eliornitidi: è lunga 26–33 cm, con un peso di 120–153 g.

## Biologia
È un uccello acquatico che si nutre principalmente di insetti.

## Distribuzione e habitat
L'areale del rallo tuffatore americano si estende dal Messico al Brasile.